# 마츠나가 유키
마츠나가 유키(松永 雪希, 2월 3일~ )는 일본의 성우이다. 주로 성인물 게임에서 활동하는 성우이다. 나가미 하루카와 동일 인물이다.

## 출연작

### 게임
2003년
- 서머 라딧슈 베케이션!! (이노우 요코)

2004년
- 셔플! (네리네)

2005년
- 소녀는 언니를 사랑하고 있다 (가미오카 유카리)
- 스쿨데이즈 (가토 오토메)
- 파르페 ~쇼콜라 second brew~ (가토리 레아)
- Tick! Tack! (네리네)

2006년
- 섬머데이즈 (가토 오토메)
- 리얼리 리얼리 (네리네)
- Fossette~cafe au le ciel blew(카토리 레아)
- 피규@메이트 (하세가와)

2009년
- SHUFFLE! Essence + (네리네)
- 대조난 (키요쿠라하라 나기코)
- W.L.O 세계연애기구 L.L.S (사라사・크레인・페미루나)

### 라디오
- アキハバラ発！ぷらてぃあ放送局 (제3~4회분 게스트)